# Selje
Selje är en tätort och kyrkby i Stads kommun i Vestland fylke i västra Norge. Orten ligger där fylkesväg 618 möter fylkesväg 619 och fylkesväg 5752, på västra sidan av halvön Stad. Här finns Selje kyrka.
Orten utgjorde tidigare centralort i dåvarande Selje kommun.

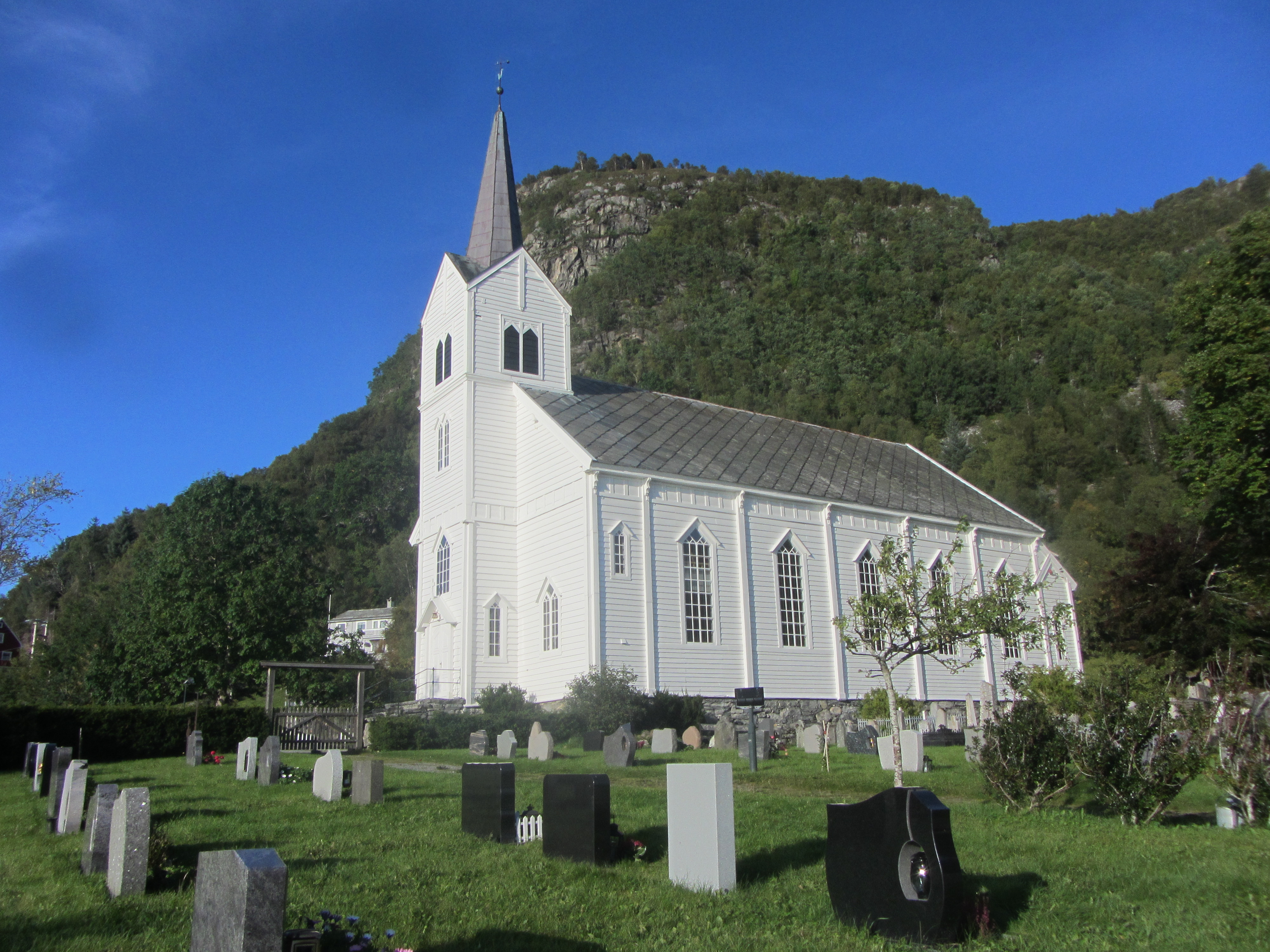
Selje kyrka.